# Alana
Alana – imię żeńskie pochodzenia celtyckiego, odpowiednik męski: Alan.
Alana imieniny obchodzi: 14 sierpnia, 14 października, 25 listopada